# Amphiascus clandestinus
Amphiascus clandestinus is een eenoogkreeftjessoort uit de familie van de Miraciidae. De wetenschappelijke naam van de soort is voor het eerst geldig gepubliceerd in 1923 door Klie.